# Perszona (műhold)
A Perszona (oroszul: Персона, GUKOSZ-kódja: 14F137) orosz negyedik generációs optikai felderítő műhold, melyet a szamarai CSZKB-Progressz fejlesztett ki a GRU megrendelésére. A műhold optikai rendszerét a szentpétervári LOMO vállalat és a Vavilov Állami Optikai Intézet dolgozta ki.

## Történet
Az Orosz Védelmi Minisztérium 2000-ben írt ki pályázatot egy új optikai felderítő műhold kifejlesztésére, mellyel a korábbi Jantar–4KSZ1M (Nyeman) műholdakat váltják fel.  A pályázatra a CSZKB-Progressz a korábbi Nyeman sorozat továbbfejlesztett változatát készítette el, melynél a Reszursz–DK földfigyelő műholdak több műszaki megoldását és rendszereit is felhasználták. Az NPO Lavocskin a korábbi Araksz felderítő műhold továbbfejlesztett változatának készítette el a pályázatra. A két pályázat közül a CSZKB-Progressz terve nyert.
A Perszona nevű műhold első indítását 2005-re tervezték. A műhold földi tesztjei azonban elhúzódtak, így az első indítást egy Szojuz–2.1b hordozórakétával csak 2008. július 26-án hajtották végre Pleszeckből Koszmosz–2441 jelzéssel.  A tesztrepülés összességében sikertelen volt. A műhold pályára állt ugyan, de egy hónappal később műszaki problémák jelentkeztek, majd szeptemberben irányíthatatlanná vált a műhold. A műholddal 2009-ben végleg elveszett a kapcsolat, az elektronikus rendszerei tönkrementek.
A műhold második indítását 2013. június 7-én hajtották végre Koszmosz–2486 jelzéssel, a műhold egyelőre rendeltetésszerűen üzemel. Harmadik példányát 2014-ben indítják.

## Jellemzői
A műhold a polgári célú Reszursz–DK földfigyelő műholdon, illetve a Jantar–4 felderítő műhold utolsó változatain, a Jantar–4KSZ1 és Jantar–4KSZ1M-en alapul. A LOMO a műholdhoz új optikai szenzort készítettek, a 17V321 jelű teleszkópos érzékelőt. A műhold össztömege 7 tonna, tervezett élettartama 7 év. A műholdat 98°-os elhajlású, 750 km magasságú napszinkron pályán használják.
Az optikai érzékelő rendszer alapja egy Korscs rendszerű háromtükrös teleszkóp, melynek főtükre kb. 1,5 m átmérőjű, fókusztávolsága 20 m. Az elektrooptikai érzékelő CCD rendszerű, pixelmérete 9 mikrométer. Maximális felbontása a nadírban pánkromatikus képalkotásnál 33 cm.
A felvételeket a műhold háttértárba menti, majd nagy sebességű kódolt rádiócsatornán továbbítja a földi állomásra.  Az adatátviteli rendszer sebességét  a második példánynál az elsőhöz képest a négyszeresére növelték és hatékonyabb adattömörítést alkalmaznak. A második műholdnál az adatátviteli sebesség már eléri a 23 GB/s-ot.